# Торе Гольм
Торе Гольм (швед. Tore Holm; 25 листопада 1896 — 15 листопада 1977) — шведський яхтсмен.
Олімпійський чемпіон 1920 (клас 40 м²), 1932 (клас 6 метрів) років, бронзовий призер 1928 (8 метрів), 1948 (6 метрів) років.